# 派德 (市镇)
派德是爱沙尼亚耶爾瓦縣的一个城市型市镇。行政中心为派德。市镇面积为443平方公里，人口数量为10,306人（2021年）。

## 行政管理
2017年爱沙尼亚行政改革后，原派德市、派德乡村型市镇和罗斯纳-阿利库合并为新的派德城市型市镇。
新的市镇包括非独立的派德市、一个小镇和40个村庄。

## 友好城市
派德市镇有下列友好城市：
- 德国安娜贝格-布赫霍尔茨
- 丹麦弗雷登斯堡
- 瑞典霍布
- 芬兰哈米納
- 捷克哈维若夫
- 芬兰耶米耶爾維
- 立陶宛馬熱伊基艾區
- 乌克兰佩列亚斯拉夫
- 拉脫維亞薩爾杜斯
- 美国威斯敏斯特